# Ulmu (gmina)
Ulmu – gmina w Rumunii, w okręgu Braiła. Obejmuje miejscowości Jugureanu i Ulmu. W 2011 roku liczyła 3877 mieszkańców. 